# Ciro y los Persas en el Estadio de River
Ciro y los Persas en el Estadio de River (también llamado Ciro en River) es el segundo álbum en vivo del grupo musical de Argentina Ciro y los Persas del año 2019. La grabación es del recital del grupo en el Estadio Monumental el 15 de diciembre de 2018, ante más de 55.000 personas. Fue elegido como uno de los mejores discos argentinos de 2019.
El 15 de diciembre de 2018, el grupo musical se presentó en el estadio de River Plate, fue un concierto de más de tres horas, para finalizar su gira Naranja Persa Tour, que inició en el año 2016 y terminó en 2018, donde el grupo interpretó clásicos del grupo Los Piojos, éxitos y canciones nuevas del grupo liderado por el cantante y compositor Andrés Ciro Martínez.

## Lista de canciones
| Ciro y los Persas en el Estadio de River |                                                                              |          |  |
| N.º                                      | Título                                                                       | Duración |  |
| 1.                                       | «Banda de garage»                                                            | 4:51     |  |
| 2.                                       | «Desde lejos no se ve»                                                       | 4:07     |  |
| 3.                                       | «Prometeo»                                                                   | 4:09     |  |
| 4.                                       | «Me gusta»                                                                   | 4:53     |  |
| 5.                                       | «Canción de cuna»                                                            | 5:28     |  |
| 6.                                       | «Dientes de cordero»                                                         | 4:49     |  |
| 7.                                       | «Por cel» (con Julieta Rada)                                                 | 5:09     |  |
| 8.                                       | «Dale Darling»                                                               | 5:10     |  |
| 9.                                       | «Pistolas» (con Alejandro Ciro Martínez)                                     | 5:23     |  |
| 10.                                      | «Todos igual»                                                                | 5:17     |  |
| 11.                                      | «Ando ganas (Llora llora)»                                                   | 5:24     |  |
| 12.                                      | «Verano del '92» (con La Chilinga)                                           | 4:21     |  |
| 13.                                      | «Luz de marfil» (con Miguel Ángel Rodríguez, Daniel Buira y Chucky de Ìpola) | 4:58     |  |
| 14.                                      | «Ciudad animal»                                                              | 5:18     |  |
| 15.                                      | «Antes y después»                                                            | 6:09     |  |
| 16.                                      | «Dice»                                                                       | 4:48     |  |
| 17.                                      | «Similar»                                                                    | 3:16     |  |
| 18.                                      | «El farolito / El balneario de los doctores crotos / Muévelo»                | 14:02    |  |
| 19.                                      | «Astros»                                                                     | 4:40     |  |
| 20.                                      | «Intro de Himno Nacional»                                                    | 2:00     |  |

## Videos musicales
- «Banda de garage» (2019)
- «Astros» (2019)
- «Por cel» (2019)
- «Dientes de cordero» (2019)
- «Dale Darling» (2019)